# Cristina Ramos
Cristina Ramos Pérez (Las Palmas de Gran Canaria, Canarias, 19 de febrero de 1979) es una cantante española de rock y ópera. Es conocida por ser ganadora de Talent Shows de televisión como la séptima temporada de La voz México y la primera edición de Got Talent España. Es una de las 5 artistas del top 5 de America's Got Talent the Champions que se emitió en la NBC y que reunió a los mejores artistas de los 15 años de historia del programa en sus más de 50 versiones en el mundo. Fue además el botón dorado de David Foster en el World's Got Talent de China y entre 2020 y 2021 participó en la octava temporada de Tu cara me suena, en la que quedó tercera finalista.

## Carrera artística

### Inicios
Es licenciada Superior en Canto por el Conservatorio Profesional de Música de Las Palmas de Gran Canaria, ciudad donde nació y reside. Desde 2006 y hasta 2015, fue corista habitual de artistas de la talla de José Vélez y Braulio.
Colaboró habitualmente con el Coro de la Filarmónica de Gran Canaria, donde también actuó como solista, en un amplio repertorio de oratorio, zarzuela y ópera. También realiza diversos recitales líricos y producciones de musicales, y debuta con papeles principales en la temporada de Zarzuela de Las Palmas. Además compagina su actividad lírica con su faceta como vocalista en diferentes bandas de música latina, funky y pop-rock.
En 2017 estrena su propio espectáculo, Cristina Ramos: Rock Talent, con el que ha actuado en escenarios de todo el mundo. En 2022 estrena junto con el timplista canario Benito Cabrera el espectáculo «Hacia la raíz», un viaje hacia los orígenes de los sonidos canarios, y en 2024 su espectáculo «Sólo Whitney» en el que rinde un homenaje a Whitney Houston, de quien dice que le ayudó a encontrar su inspiración artística durante su adolescencia.

### 2016: Got Talent España
El 27 de abril de 2016 se convirtió en la ganadora de la primera edición de Got Talent España, de Telecinco.

### 2018: La voz México
El 16 de diciembre de 2018 ganó también la séptima temporada de La voz México de Televisa en el equipo del cantante mexicano Carlos Rivera. Posteriormente participó en la final del concurso World's got talent, celebrado en China en 2019.
También ha participado en las versiones Champions de America's Got Talent y en Britain's Got Talent

### 2020-2021: Tu cara me suena
El 18 de octubre de 2019 se anunció que ella sería la sexta concursante de la octava temporada de Tu cara me suena en Antena 3 junto a otros artistas como Belinda Washington o Mario Vaquerizo. Debutó en el programa el día 10 de enero de 2020. Sus imitaciones fueron:
- 1.ª gala: Mónica Naranjo (21 puntos) Segunda.
- 2.ª gala: Jennifer López (11 puntos) Séptima.
- 3.ª gala: Donna Summer (23 puntos) Primera.
- 4.ª gala: Shakira (Te lo robo - Rocío Madrid) (20 puntos) Segunda.
- 5.ª gala: Marie Fredriksson (Roxette) (9 puntos) Octava.
- 6.ª gala: Demi Lovato (22 puntos) Segunda.
- 7.ª gala: José Vélez (11 puntos) Novena
- 8.ª gala: Rocío Jurado (23 puntos) Segunda.
- 9.ª gala: Jessie J (16 puntos) Quinta.
- 10.ª gala: Melani García (27 puntos) Quinta.
- 11.ª gala: Paloma Faith (17 puntos) Cuarta.
- 12.ª gala: Whitney Houston y Mariah Carey con Soraya Arnelas (19 puntos) Tercera.
- 13.ª gala: Diva Plavalaguna (El quinto elemento) (23 puntos) Segunda.
- 14.ª gala: Shirley Bassey (24 puntos) Primera.
- 15.ª gala: Nina (24 puntos) Primera.
- Semifinal: Céline Dion y Josh Groban con Blas Cantó (17 puntos) Quinta.
- Final: Keala Settle - Lettie Lutz (El gran showman) Tercera

### 2022: Una voce per San Marino 2022
El 9 de febrero de 2022 se anunció que sería una de las candidatas a representar a San Marino en el Festival de la canción de Eurovision con la canción Heartless Game compuesta por Alejandro de Pinedo, Jesús Cañadilla, Maikoll Torres y la propia Cristina Ramos. El festival tuvo lugar el 19 de febrero en el Teatro Titano.

## Televisión

### Programas de televisión
| Año         | Título                              | Cadena           | Notas        |
| ----------- | ----------------------------------- | ---------------- | ------------ |
| 2016        | Got Talent España                   | Telecinco        | Ganadora     |
| 2018        | La voz México                       | Televisa         | Ganadora     |
| 2019        | America's Got Talent The Champions  | NBC              | 4ª Finalista |
| 2019        | World's Got Talent                  | Hunan Television | Finalista    |
| 2019        | Britain's Got Talent: The Champions | ITV              |              |
| 2020 - 2021 | Tu cara me suena                    | Antena 3         | 3ª Finalista |
| 2022        | ¡Viva la fiesta!                    | Telecinco        | Invitada     |

Cristina Ramos es la protagonista de los especiales de Navidad de la Televisión Canaria. Lo fue en Christmas Symhpony 2020, Christmas Symphony 2021,  y Juntos en Nochebuena 2022, y Christmas Symphony 2023, donde recibe invitados nacionales e internacionales, y comparte con ellos temas de navideños. 
El 30 de abril de 2020, en pleno confinamiento, Cristina Ramos dio un recital en la vacía Catedral de Santa Ana de Canarias, que fue televisado por la Televisión Canaria con el título de Un Canto de Esperanza, y el impacto de su anuncio lo convirtió en el programa de entretenimiento más recordado de la cadena autonómica durante los meses más duros de la pandemia.

## Discografía
- 2017: «Rock Talent Live»
- 2020: «Rock Talent Live LPA»
- 2020: «Un Canto de Esperanza»
- 2021: «Superstar»
- 2022: «Merry Christmas Cristina Ramos»

### Singles
- 2017: «Loca: Winter Pride Theme»
- 2018: «We Can't Know»
- 2019: «The Show Must Go On»
- 2019: «Tu Nombre»
- 2019: «Even If»
- 2020: «Survivors»
- 2021: «Superstar»
- 2021: «La Isla Fantástica» feat. Soraya Arnelas
- 2021: «Adagio»
- 2022: «Live and let die»
- 2022: «Heartless Game»
- 2023: «Habrá Una Segunda Vez » feat David Demaría
- 2023: «Que Viva la Alegría»
- 2024: «One Moment in Time»